# Staurodesmus
Staurodesmus  là một chi Song tinh tảo trong họ Desmidiaceae.